# Aeroportul Oksibil
Aeroportul Oksibil (IATA: OKL, ICAO: WAJO) este un aeroport din Pegunungan Bintang⁠(d), Papua Pegunungan⁠(d), Indonezia. A fost numit după Oksibil⁠(d).
Situat la o altitudine de 1.649 m, aeroportul dispune de o singură pistă.